# سیارک ۱۵۱۲۰
سیارک ۱۵۱۲۰ (به انگلیسی: 15120 Mariafelix، نامگذاری:2000ES) پانزده هزار و صد و بیستمین سیارک کشف شده‌است که در ۴ مارس ۲۰۰۰ کشف شد.
قدر مطلق سیارک برابر ۱۵٫۱۰ است.